# Legamento frenocolico
Il legamento frenocolico è una piega di peritoneo che si estende dalla flessura splenica alla zona posterolaterale dell'emidiaframma sinistro. I medici dell'antichità lo indicavano anche con il nome latino di sustentaculum lienis. Il legamento frenococolico è stato anche chiamato legamento di Hensing dal nome del medico tedesco Friedrich Wilhelm Hensing (1719-1745), un professore di medicina all'Università di Gießen.

## Decorso
Il legamento frenocolico si sviluppa tardivamente durante il periodo fetale e si estende dalla flessura splenica del colon in direzione del diaframma, nella sua parte sinistra, fino all'altezza della decima e undicesima costa. Questo suo decorso viene a costituire un ripiano su cui viene a poggiare la milza. Proprio per il fatto che passa al di sotto della milza e la sostiene è stato anche indicato con il citato nome di sustentaculum lienis. Inferiormente il legamento frenocolico è in continuità con l'estremità laterale del mesocolon trasverso e si trova molto prossimo all'estremità della coda del pancreas. Il legamento mostra inoltre continuità con un'altra importante struttura splenica, il legamento lienorenale, ovvero quella parte di peritoneo che riveste la superficie laterale del rene di sinistra e si estende fino a raggiungere l'ilo della milza. Oltre che con i legamenti splenorenali, il legamento frenocolico si succede senza soluzione di continuità con la zona mediale del mesocolon trasverso e condivide anche una comunicazione diretta o indiretta con i legamenti gastrosplenici e gastrocolici.

## Significato clinico
La conoscenza degli aspetti anatomici di base e delle varianti anatomiche dei legamenti sospensori della milza è fondamentale in caso di interventi a cielo aperto o di splenectomia laparoscopica. 
Inoltre durante alcuni interventi chirurgici in molti casi è necessario esercitare un certo grado di trazione sulla milza e sulle sue inserzioni peritoneali. Ciò può esitare in una rottura della capsula fibrosa dell'organo, con conseguente sanguinamento severo e difficilmente controllabile. Particolarmente rischiosa appare la trazione verso il basso del legamento frenocolico (questa manovra si può rendere necessaria per la mobilizzazione della flessura splenica).
Il legamento frenocolico segna il punto in cui il colon esce dalla cavità peritoneale e rappresenta perciò un importante crocevia dell'anatomia addominale e, conseguentemente, di possibile diffusione di alcune malattie addominali.